# زيلدا كابلان
زيلدا كابلان (بالإنجليزية: Zelda Kaplan)‏ هي نجمة اجتماعية أمريكية، ولدت في 20 يونيو 1916 في فليمنغتون في الولايات المتحدة، وتوفيت في 16 فبراير 2012 في نيويورك في الولايات المتحدة.